# フレミングの右手の法則

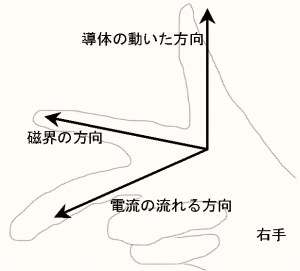

フレミングの右手の法則（フレミングのみぎてのほうそく、英: Fleming's right hand rule）は、ジョン・フレミングによって考案されたもので、磁場中で導体が運動するときにその導体内に電磁誘導により起電力が発生する現象において、磁場の向きと導体の運動方向と起電力の向きの関係を右手の指で示す方法である。フレミング右手の法則とも呼ばれる。(この写真の電流の流れる向きのとこは流れる向きではなく起電力が発生する向き)

## 内容
フレミングの右手の法則は電磁誘導の方向を覚えやすくするために考案されたものである。右手の中指と人差し指と親指をたてて互いに直交する関係にしたとき、
中指導体に発生する起電力によって発生する電流の方向
人差し指磁場における磁力線の方向
親指導体の動いた方向
の関係が成り立つことを示すものである。

## 覚え方
フレミングが考案した英語による原形では、
- Second(Central) finger（中指） -- Current（電流）（起電力の方向に電流が流れる）
- First finger（人差し指） -- Field（磁場）
- Thumb（親指） -- Motion of the conductor（導体の動き）

と、指の名称と対応させて覚えるものであった。
これは導体にかける力によって電流を発生させる現象を示すが、これの逆に、磁場内の電流に発生する力（ローレンツ力）の向きを示すのがフレミングの左手の法則で、各指と各物理現象の対応は同様である。日本語での対応の暗記法についてはそちらを参照のこと。
右と左のどちらがどちらかについては、日本語では右（みぎ）が起電力（きでんりょく）という語呂合わせがあり、英語ではGenerator（発電機）のGとright（右）のGを対応させて覚えられている。
同じ電磁誘導現象について、別の視点からまとめた、発生する起電力の向きを示す法則にレンツの法則があり、誘導モータや渦電流ブレーキなどの説明にはそちらのほうが直観的である。

## 特殊相対性理論的解釈
特殊相対性理論においては、電場と磁場は個別のベクトルではなく、電磁テンソルという4行×4列型の2階テンソルの成分として表現される。ある静止座標系 S から見た電磁テンソル F は、S に対して速度 v で移動する物体 P から見た電磁テンソル F' にローレンツ変換により変換され、この際に一般に電場と磁場の成分が互いに混合する
。例えば、S から見た電磁テンソル F では、磁場 B のみが存在し、電場 E が 0 の場合においても、P から見た電磁テンソル F' では F の磁場 B の成分の一部が F'の電場 E' の一部に変換され、P から見た電場 E' は 0 でなくなる。P が導体線の場合(適当な閉ループを作っているものとする)、P から見た電場 E' により電流が発生することになる。つまり電場が存在せず、静磁場のみが存在する空間で導体線を適切な方向に動かすと、電流が発生するということであり、これが特殊相対性理論から見たフレミングの右手の法則の解釈である。
この解釈は、フレミングの左手の法則の根源であるローレンツ力にも適用できる。静止座標系 S から見た電磁テンソル F では、磁場 B のみが存在し、電場 E が 0 の場合において、荷電粒子 Q が S に対して速度 v で移動する場合、Q から見た電磁テンソル F' では、上記と同様の理由で電場 E' は 0 ではなくなり、Q はこの電場 E'による電磁力を受けることになる。これが特殊相対性理論から見たローレンツ力の解釈である。